# アドコスモ
アドコスモ（正式社名: 株式会社アド・コスモ）は、かつて存在した日本のアニメーション制作会社。作画・仕上作業の請負を主な事業内容としていた。

## 概要
1970年ごろ、日本テレビジョン株式会社映画部（後のTCJ動画センター→エイケン）や現代制作集団などで美術スタッフを務めていた山本善之と泉谷実によって背景美術のスタジオとして創業。『サザエさん』などの背景作業を受注していた。1973年1月18日に法人化し、「株式会社アド・コスモ」となった。
1970年代後半にアニメーターの鈴木英二らを迎え入れ、作画部門と仕上部門を設立。徐々にそちらを事業の中核とするようになり、前述のエイケンやサンライズ・タツノコプロ・シンエイ動画・東映アニメーション（旧：東映動画）を主な取引先としていた。
その後、宮城県仙台市青葉区に仙台スタジオ（アド・コスモ仙台）を開設。しかし、2000年代中頃に閉鎖された。
2009年8月31日、仙台スタジオを経て取締役プロデューサーを務めていた曽根きよ子により、事実上の後身となる「株式会社スタジオ・コスモ」が設立。事業とスタッフの大半が同社へ移転し、活動を停止。法人格に関しては長らく存続していたが、2017年12月13日に解散した。
作品によっては、中黒を省略した「アドコスモ」という名でクレジットされることもあった。

## 主な参加作品

### テレビシリーズ
- サザエさん（1969年-）
- デビルマン（1972年-1973年）
- UFO戦士ダイアポロン（1976年）
- ポールのミラクル大作戦 （1976年-1977年）
- タイムボカンシリーズ
  - ヤッターマン（1977年-1978年）
  - ゼンダマン（1979年-1980年）
  - タイムパトロール隊オタスケマン（1980年-1981年）
- 一発貫太くん（1977年-1978年）
- 未来ロボ ダルタニアス (1979年-1980年)
- 科学冒険隊タンサー5（1979年-1980年）
- 伝説巨神イデオン（1980年-1981年）
- 怪物くん (第2作)（1980年-1982年）
- 忍者ハットリくん (第1作)（1981年-1987年）
- パーマン (第2作)（1983年-1985年）
- ダーティペア（1985年）
- ひみつのアッコちゃん (第2作)（1988年-1989年）
- かりあげクン（1989年-1990年）
- もーれつア太郎（1990年）
- きんぎょ注意報!（1991年-1992年）
- 勇者シリーズ
  - 勇者特急マイトガイン（1993年-1994年）
  - 勇者警察ジェイデッカー（1994年-1995年）
  - 黄金勇者ゴルドラン（1995年-1996年）
  - 勇者指令ダグオン（1996年-1997年）
  - 勇者王ガオガイガー（1997年-1998年）
- 地獄先生ぬ〜べ〜（1996年-1997年）
- 超魔神英雄伝ワタル（1997年-1998年）
- 星方武侠アウトロースター（1998年）
- ガサラキ（1998年-1999年）
- カウボーイビバップ（1998年-1999年）
- 無限のリヴァイアス （1999年-2000年）
- 犬夜叉 （2000年-2004年）
- スクライド（2001年）
- Z.O.E Dolores, i（2001年）
- Witch Hunter ROBIN（2002年）
- フルメタル・パニック!（2002年）
- 機動戦士ガンダムSEED（2002年-2003年）
- OVERMANキングゲイナー（2002年-2003年）
- PEACE MAKER鐵（2003年）
- 君が望む永遠（2003年）
- ヤミと帽子と本の旅人（2004年）
- プラネテス（2003年-2004年）
- サムライチャンプルー（2004年）
- 砂ぼうず（2004年-2005年）
- 爆裂天使（2004年-2005年）
- Ergo Proxy（2006年）
- 幕末機関説 いろはにほへと（2006年-2007年）
- 京四郎と永遠の空（2007年）
- アイドルマスター XENOGLOSSIA（2007年）
- ご愁傷さま二ノ宮くん（2007年）
- ヒロイック・エイジ（2007年）
- 風のスティグマ（2007年）
- 瀬戸の花嫁 (アニメ)（2007年）
- バンブーブレード（2007年）
- 俗・さよなら絶望先生（2008年）
- S・A〜スペシャル・エー〜（2008年）
- コードギアス 反逆のルルーシュR2（2008年）
- 宇宙をかける少女（2009年）
- タユタマ -Kiss on my Deity-（2009年）
- ティアーズ・トゥ・ティアラ（2009年）

### OVA
- きらめき☆プロジェクト（2005年）

### 劇場映画
- 火の鳥2772 愛のコスモゾーン（1980年）
- 忍者ハットリくん ニンニン忍法絵日記（1982年）
- わが青春のアルカディア（1982年）
- 宇宙戦艦ヤマト 完結編（1983年）
- バツ&テリー（1987年）
- 新機動戦記ガンダムW Endless Waltz 特別篇（1998年）
- 風を見た少年（2000年）

## 関連人物
- 山本善之
- 谷田部勝義
- 中村豊
- 橘秀樹
- 寺岡巌
- 藤原佳幸 ※2001年～2006年頃に在籍（当時は、「高柳佳幸」名義）。
- 藤川太 ※1980年～1981年頃に在籍。
- 池田繁美 ※1975年～1976年頃に在籍。